# Pankreatický polypeptid

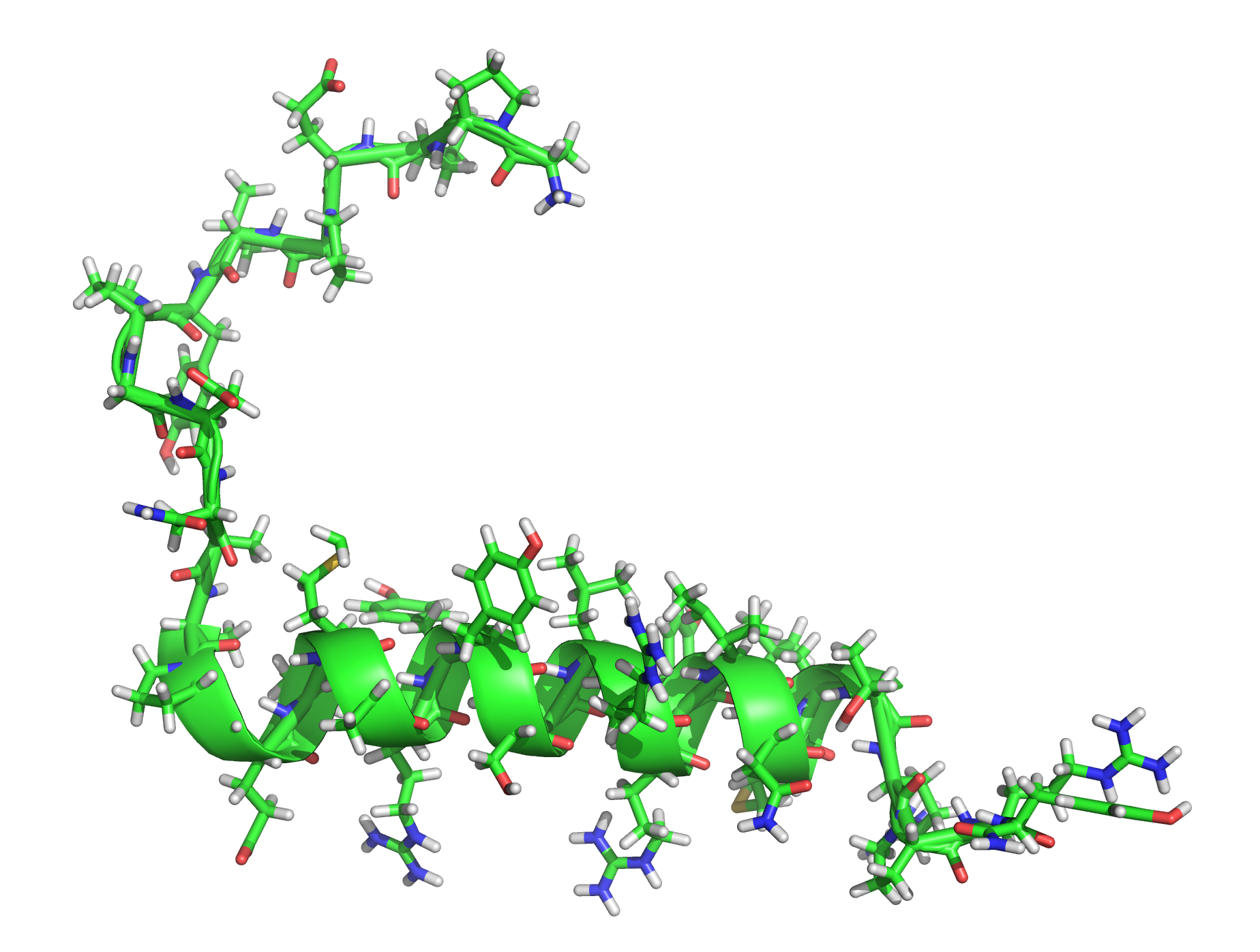
molekulová struktura

Pankreatický polypeptid (PP) je polypeptidický hormon produkovaný PP buňkami Langerhansových ostrůvků slinivky břišní. V PP buňkách tvoří granula o velikosti 180 nm, které se z PP buněk dostávají do těla pomocí exocytózy. Má parakrinní účinek, tj. působí hlavně na buňky v bezprostředním okolí. Funkce pankreatického polypeptidu není dosud jednoznačně známá. Hypoteticky by se mohl podílet na regulaci exokrinního pankreatu (inhibuje sekreci pankreatické šťávy a žluči). Sekreci hormonů jiných buněk pankreatu (inzulínu a glukagonu) neovlivňuje. Sekrece PP se zvyšuje po požití bílkovin, při hypoglykémii nebo u endokrinních nádorů slinivky.

## Chemické vlastnosti
- Molekulová hmotnost: 4 200 g/mol
- Počet aminokyselin: 36